# Intel Pentium Dual-Core (Desktop)

Altes Intel-Pentium-Dual-Core-Emblem

Als Pentium (Dual-Core) bezeichnet Intel eine Familie von Doppelkernprozessoren (Dual-Core) für Desktop-PCs, die als preisgünstige Prozessoren platziert sind und verhältnismäßig wenig Last-Level-Cache (L2- bzw. L3-Cache, je nach Architektur) besitzen. Mit der im Jahr 2010 eingeführten Pentium-Versionen auf Westmere-Basis verzichtet Intel im Namen auf den Zusatz Dual-Core.

## Technisches
Die Desktop-Versionen für den Sockel 775 basieren auf der Intel-Core-Mikroarchitektur, sind Ableger der Intel-Core-2-Duo-Prozessoren und unterstützen Intel 64. Die auf dem Allendale-Kern basierenden Prozessoren sind bis auf den geringeren Cache mit den Core-2-Duo-Prozessoren der E4000-Reihe identisch, die Wolfdale-basierten Varianten mit der Core-2-Duo-E7000-Serie.
Die beim Penryn eingeführten SSE4.1-Befehle sind beim Pentium deaktiviert.
Intels Virtualisierungstechnologie VT wird ab dem Pentium E6300 nicht mehr deaktiviert.
Ab dem Januar 2010 gibt es Pentium-G-Versionen für den Sockel 1156, basierend auf der Nehalem(Westmere)-Architektur. Sie besitzen die gleichen Prozessorkerne wie die Core-i3-Prozessoren und haben ebenfalls einen Grafikchip als extra Die in ihrem Gehäuse. Sie besitzen jedoch kein Hyper-Threading, sind beim Cache beschnitten und langsamer getaktet.
Ab dem 22. Mai 2011 gibt es Pentium-G-Versionen für den Sockel 1155, basierend auf der Sandy-Bridge-Architektur. Sie besitzen die gleichen Prozessorkerne wie die Core i3-Prozessoren auf derselben Architektur und haben ebenfalls einen integrierten Grafikprozessor in den Chip integriert. Sie besitzen jedoch kein SMT/Hyper-Threading, sind langsamer getaktet und es fehlt die neue Instruction-Set-Erweiterung AVX, die mit "Sandy Bridge" bei Core-i-Prozessoren eingeführt wurde. Auch die Grafikeinheit hat all ihre zusätzlichen Features beim Pentium verloren. Damit fehlt Intels Quick Sync-Technologie, die fürs schnelle encodieren von Videos mit bestimmten Codecs eingesetzt werden kann. Auch die Decodierfunktionen wurden eingeschränkt, so dass die Clear Video HD-Technologie und InTru-3D-Technologie nicht nutzbar sind.
Bei der 3. Pentium Reihe (Pentium G3xxx), die auf Haswell basiert, wurde die Quick Sync-Technologie wieder hinzugefügt und somit kann mit der iGPU des Prozessors wieder Videos encodiert werden. Dies könnte auch bei dem Streaming Programmen, wie z. B. Open Broadcaster Software (kurz OBS), von nutzen sein, da somit der Prozessor beim Stream deutlich entlastet wird, somit könnte auch mit den schwächeren Pentium Dual-Core-Prozessoren gestreamt werden.
Mit der ersten 4. Pentium Reihe (Pentium G44xx bis G4520), die auf Skylake basiert, kam die Unterstützung für XD-Bit und AES-NI hinzu. Die integrierte Grafikeinheit unterstützte nun auch Auflösung bis zu 4K bei 60 Hertz, und InTru-3D sowie Clear Video HD.

## Sonstiges
Pentium Dual Core für den Sockel 775 wurde, wie viele andere günstige Prozessoren, gerne übertaktet, da der Prozessor im Vergleich zu anderen baugleichen CPUs mit einem relativ niedrigen Standardtakt ausgeliefert wird. Zudem hatten viele Pentium-Prozessoren einen relativ niedrigen FSB bei hinreichend hohem Multiplikator, so dass man per FSB-Übertaktung leicht den Takt anheben kann, ohne an das FSB-Übertaktungslimit zu kommen. Pentiums für den Sockel 1155 lassen sich hingegen gar nicht mehr übertakten, genau so wie ihre größeren Kollegen aus der Core i3-Serie. Im Juni 2014 erschien ein Pentium als "Anniversary" Edition, da der Pentium sein 20-jähriges Jubiläum feiert, mit frei wählbarem Multiplikator.

## Modelldaten Sockel775

### Allendale-1024
Doppelkernprozessor (Dual-Core)
- Mikroarchitektur: Intel-Core-Mikroarchitektur
- Revisionen: L2, M0
- L1-Cache: je Kern 32 + 32 KiB (Daten + Instruktionen)
- L2-Cache: 1024 KiB mit Prozessortakt
- MMX, SSE, SSE2, SSE3, SSSE3, Intel 64, EIST, XD-Bit
- Sockel 775, AGTL+ mit 200 MHz FSB (quadpumped: FSB800)
- Betriebsspannung (VCore): 1,05–1,36 V
- Verlustleistung (TDP): 65 W
- Erscheinungsdatum: 5. Juni 2007
- Fertigungstechnik: 65 nm
- Die-Größe: 111 mm² bei 167 Millionen Transistoren

- Taktfrequenzen: 1,6–2,4 GHz

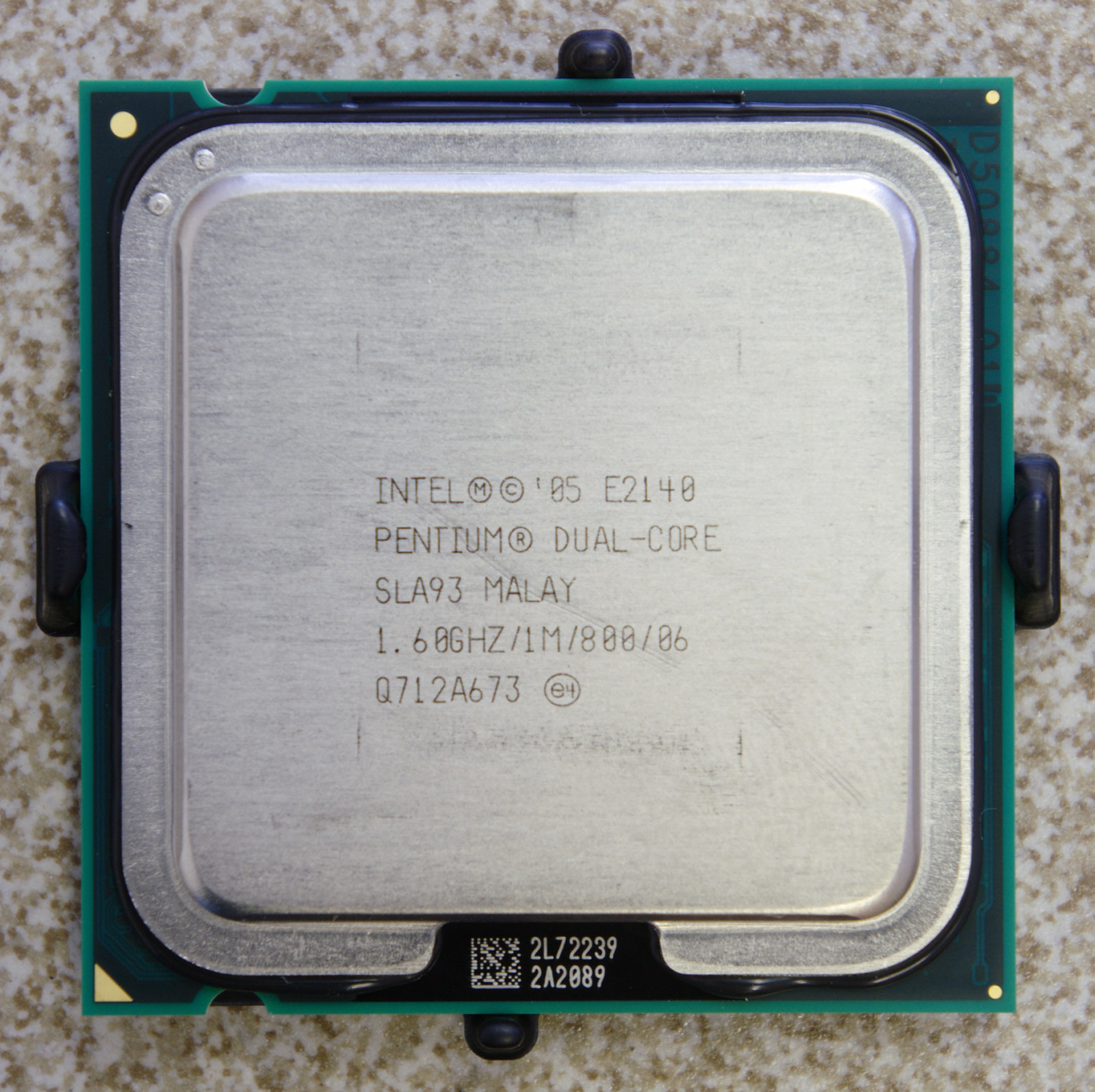
Pentium Dual-Core E2140 (Allendale-1024)

- Modelle: Pentium Dual-Core E2140 bis E2220

### Wolfdale-1024
Doppelkernprozessor (Dual-Core)
- Mikroarchitektur: Intel-Core-Mikroarchitektur
- Revisionen: R0, M0
- L1-Cache: je Kern 32 + 32 KiB (Daten + Instruktionen)
- L2-Cache: 1024 KiB mit Prozessortakt
- MMX, SSE, SSE2, SSE3, SSSE3, Intel 64, EIST, XD-Bit
- Sockel 775, AGTL+ mit 200 MHz FSB (quadpumped: FSB800)
- Betriebsspannung (VCore): 0,85–1,3625 V
- Verlustleistung (TDP): 65 W
- Erscheinungsdatum: Q2 2009
- Fertigungstechnik: 45 nm
- Taktfrequenzen: 2,2 GHz
- Modelle: Pentium Dual-Core E2210

### Penryn-2048
Doppelkernprozessor (Dual-Core)
- Generation: Penryn
- Revision: M0, R0
- L1-Cache: je Kern 32 + 32 KiB (Daten + Instruktionen)
- L2-Cache: 2048 KiB mit Prozessortakt
- MMX, SSE, SSE2, SSE3, SSSE3, Intel 64, EIST, XD-Bit, teilweise VT
- Sockel 775, AGTL+ mit 200 MHz oder 266 MHz FSB (quadpumped, FSB 800 oder FSB1066)
- Betriebsspannung (VCore): 1,05–1,36 V
- Verlustleistung (TDP): 65 W
- Erscheinungsdatum: 1. September 2008
- Fertigungstechnik: 45 nm
- Taktrate: 2,50–3,50 GHz
- Modelle: Pentium Dual-Core E5200 bis E8700

## Modelldaten Sockel1156
Clarkdale
Zweikernprozessor (Dual-Core)
- Generation: Westmere
- L1-Cache: je Kern 32 + 32 KiB (Daten + Instruktionen)
- L2-Cache: je Kern 256 KiB mit Prozessortakt
- L3-Cache: 3072 KiB mit 2,0 GHz
- MMX, SSE, SSE2, SSE3, SSSE3, Intel 64, EIST, XD-Bit, IVT-X.
- über QPI angebundener Dual Channel DDR3-Speichercontroller, PCIe 2.0-Controller und GPU
- Sockel 1156, Direct Media Interface (DMI) mit 2,5 GT/s und Flexible Display Interface (FDI)
- Betriebsspannung (VCore): 0,65–1,4 V
- Verlustleistung (TDP): 73 W
- Erscheinungsdatum: 4. Januar 2010
- Fertigungstechnik: 32 nm (45 nm beim GPU-Kern mit Speichercontroller und PCIe-Controller)
- Die-Größe: 81 mm² bei 383 Millionen Transistoren, sowie 114 mm² bei 177 Millionen Transistoren für den GPU-Kern
- Taktraten: 2,8–2,93 GHz
- Modelle: Intel Pentium G6950 und G6960

## Modelldaten Sockel1155
Sandy Bridge
Zweikernprozessor (Dual-Core)
- Generation: Sandy Bridge

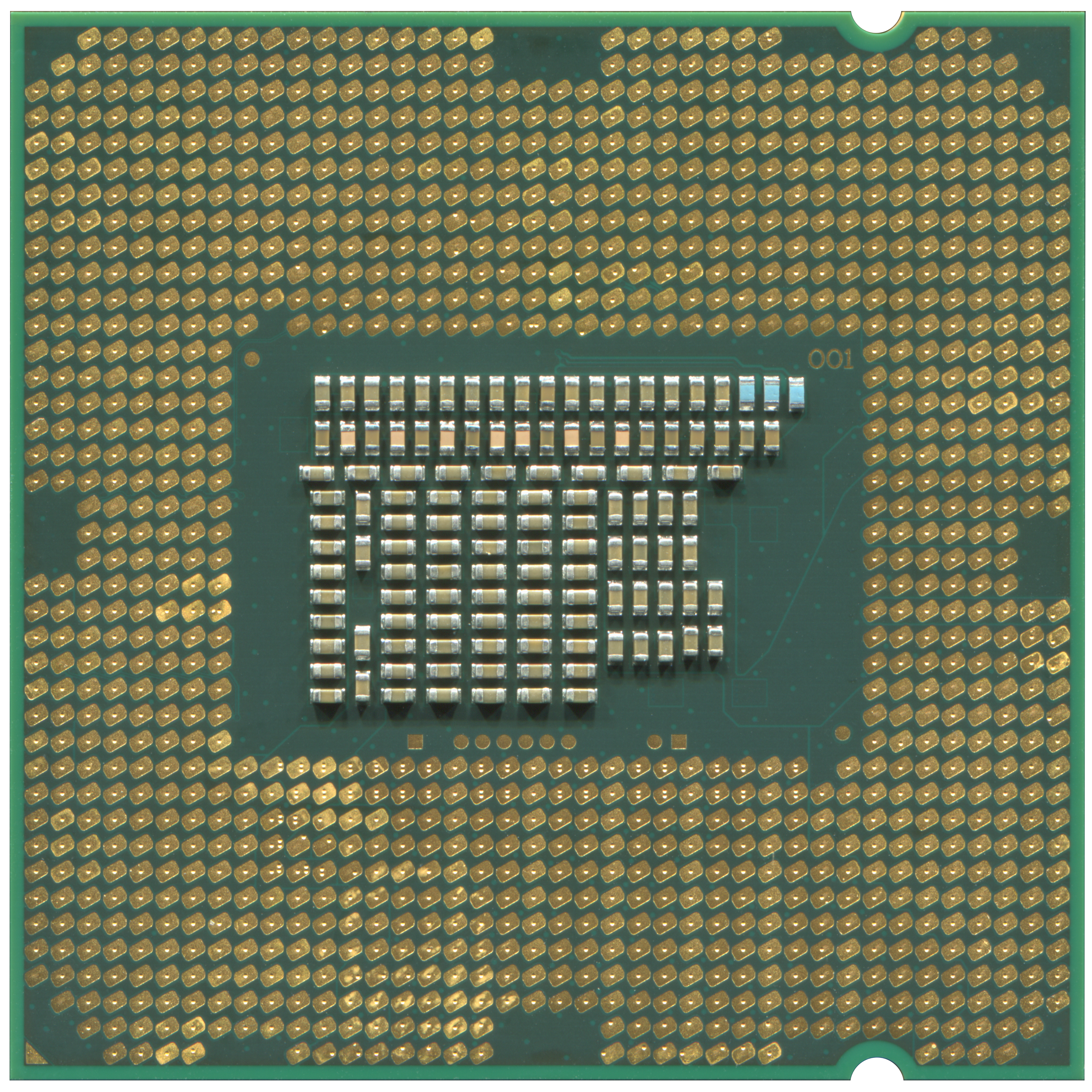
Ansicht der Unterseite des Pentium G620

- L1-Cache: je Kern 32 + 32 KiB (Daten + Instruktionen)
- L2-Cache: je Kern 256 KiB mit Prozessortakt
- L3-Cache: 3 MiB mit Prozessortakt
- MMX, SSE, SSE2, SSE3, SSSE3, SSE4.1, SSE4.2, Intel 64, EIST, XD-Bit, IVT-X, Smart Cache.
- integrierter Dual Channel DDR3-Speichercontroller und PCIe-2.0-Controller mit 16 Lanes
- integrierte GPU
- Sockel 1155, DMI 2.0 mit 5 GT/s (Vollduplex, max. 20 Gbit/s pro Richtung) und FDI
- Verlustleistung (TDP): 35–65 W
- Erscheinungsdatum: 22. Mai 2011
- Fertigungstechnik: 32 nm
- Die-Größe: 131 mm² bei 504 Millionen Transistoren (inkl. iGPU und integr. Northbridge)
- Taktraten: 2,2–3,1 GHz
- Modelle: Intel Pentium G620 bis G870

Ivy Bridge
Zweikernprozessor (Dual-Core)
- Generation: Ivy Bridge
- L1-Cache: je Kern 32 + 32 KiB (Daten + Instruktionen)
- L2-Cache: je Kern 256 KiB mit Prozessortakt
- L3-Cache: 3 MiB mit Prozessortakt
- MMX, SSE, SSE2, SSE3, SSSE3, SSE4.1, SSE4.2, Intel 64, EIST, XD-Bit, IVT-X, Smart Cache.
- integrierter Dual-Channel-DDR3-Speichercontroller und PCIe-3.0-Controller mit 16 Lanes
- integrierte GPU
- Sockel 1155, DMI 2.0 mit 5 GT/s (Vollduplex, max. 20 Gbit/s pro Richtung) und FDI
- Verlustleistung (TDP): 35–55 W
- Erscheinungsdatum: 2. September 2012
- Fertigungstechnik: 22 nm
- Die-Größe: 94 mm² (inkl. iGPU und integr. Northbridge)
- Taktraten: 2,5–3,3 GHz
- Modelle: Intel Pentium G2010 bis G2140

## Modelldaten Sockel1150
Haswell
Zweikernprozessor (Dual-Core)
- Generation: Haswell
- L1-Cache: je Kern 32 + 32 KiB (Daten + Instruktionen)
- L2-Cache: je Kern 256 KiB mit Prozessortakt
- L3-Cache: 3 MiB mit Prozessortakt
- MMX, SSE, SSE2, SSE3, SSSE3, SSE4.1, SSE4.2, Intel 64, EIST, XD-Bit, IVT-X, Smart Cache.
- integrierter Dual-Channel-DDR3-Speichercontroller und PCIe-3.0-Controller mit 16 Lanes
- integrierte GPU
- Sockel 1150, DMI 2.0 mit 5 GT/s (Vollduplex, max. 20 Gbit/s pro Richtung) und FDI
- Verlustleistung (TDP): 35–53 W
- Erscheinungsdatum: September 2013
- Fertigungstechnik: 22 nm
- Die-Größe: 177 mm² (inkl. iGPU und integr. Northbridge)
- Taktraten: 2,3–3,5 GHz
- Modelle: Intel Pentium G3220 bis G3460

## Modelldaten Sockel 1151
Skylake
Zweikernprozessor (Dual-Core)
- Generation: Skylake
- L1-Cache: je Kern 32 + 32 KiB (Daten + Instruktionen)
- L2-Cache: je Kern 256 KiB mit Prozessortakt
- L3-Cache: 3 MiB mit Prozessortakt
- MMX, SSE, SSE2, SSE3, SSSE3, SSE4.1, SSE4.2, Intel 64, EIST, XD-Bit, IVT-X, IVT-D, AES-NI, Smart Cache.
- integrierter Dual-Channel-DDR3L/DDR4-Speichercontroller und PCIe-3.0-Controller mit 16 Lanes
- integrierte GPU
- Sockel 1151, DMI 3.0 mit 8 GT/s (Vollduplex, max. 39,9 Gbit/s pro Richtung) und FDI
- Verlustleistung (TDP): 35–51 W
- Erscheinungsdatum: September 2015
- Fertigungstechnik: 14 nm
- Die-Größe: TBD
- Taktraten: 2,4–3,6 GHz
- Modelle: Intel Pentium G4400 bis G4520